# 罗西欧
罗西欧（1919年—1987年），女，广东阳春人，中国社会活动家，中国国民党革命委员会党员，曾任第五、六届全国政协委员。

## 家庭
丈夫蔡廷锴。